# 山崎定義

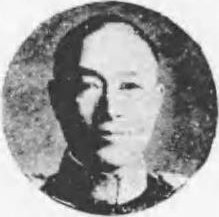
山崎定義

山崎 定義（やまざき さだよし、1883年（明治16年）2月1日 - 1971年（昭和46年）6月4日）は、日本の陸軍軍人、政治家。最終階級は陸軍中将。富山市長。

## 経歴
富山県上新川郡富山千石町（現富山市）で、旧富山藩士、陸軍大尉・山崎定孝、敏（とき）夫妻の長男として生まれたが、生後11ヵ月で父が病のため死去した。啓迪高等小学校（その後、八人町小学校を経て現富山市立芝園小学校）を経て、富山県立富山中学校に進み、三年次に名古屋陸軍地方幼年学校を受験して合格。中央幼年学校を経て陸軍士官学校（15期）に進み、1903年11月30日、同校を卒業して金沢歩兵第35連隊に勤務。1904年2月12日、陸軍歩兵少尉に任官。日露戦争では小隊長として出征し、旅順攻囲戦で負傷した。
1910年11月29日、陸軍大学校（22期）を卒業し陸軍歩兵学校勤務となる。翌年ドイツ帝国に遊学し歩兵大尉に昇進。以後、歩兵学校教官、大阪第4師団参謀、参謀本部附、士官学校戦術部長、佐倉歩兵第57連隊長、近衛師団司令部附（法政大学配属将校）、歩兵学校附、東京歩兵第2旅団長、第2師団司令部附などを歴任。1934年8月1日、陸軍中将に昇進と同時に待命となり、同年9月30日、 予備役編入となった。
1936年2月6日、富山市長に就任。日満産業大博覧会の開催、軍人遺族援護のための富山市軍事義会の組織、工場の誘致などに尽力した。1940年2月5日に市長を退任した。
1947年（昭和22年）11月28日、公職追放仮指定を受けた。

## 栄典
- 1904年（明治37年）5月17日 - 正八位[7]
- 1905年（明治38年）8月18日 - 従七位[8]
- 1910年（明治43年）9月30日 - 正七位[9]
- 1915年（大正4年）10月30日 - 従六位[10]
- 1920年（大正9年）11月30日 - 正六位[11]